# Schimia flava
Schimia flava is een vlinder uit de familie wespvlinders (Sesiidae), onderfamilie Sesiinae.
Schimia flava is voor het eerst wetenschappelijk beschreven door Moore in 1879. De soort komt voor in het Oriëntaals gebied.